# Eupterotidae
Eupterotidae är en familj av fjärilar. Eupterotidae ingår i överfamiljen Bombycoidea, ordningen fjärilar, klassen egentliga insekter, fylumet leddjur och riket djur. Enligt Catalogue of Life omfattar familjen Eupterotidae 560 arter. 

## Bildgalleri

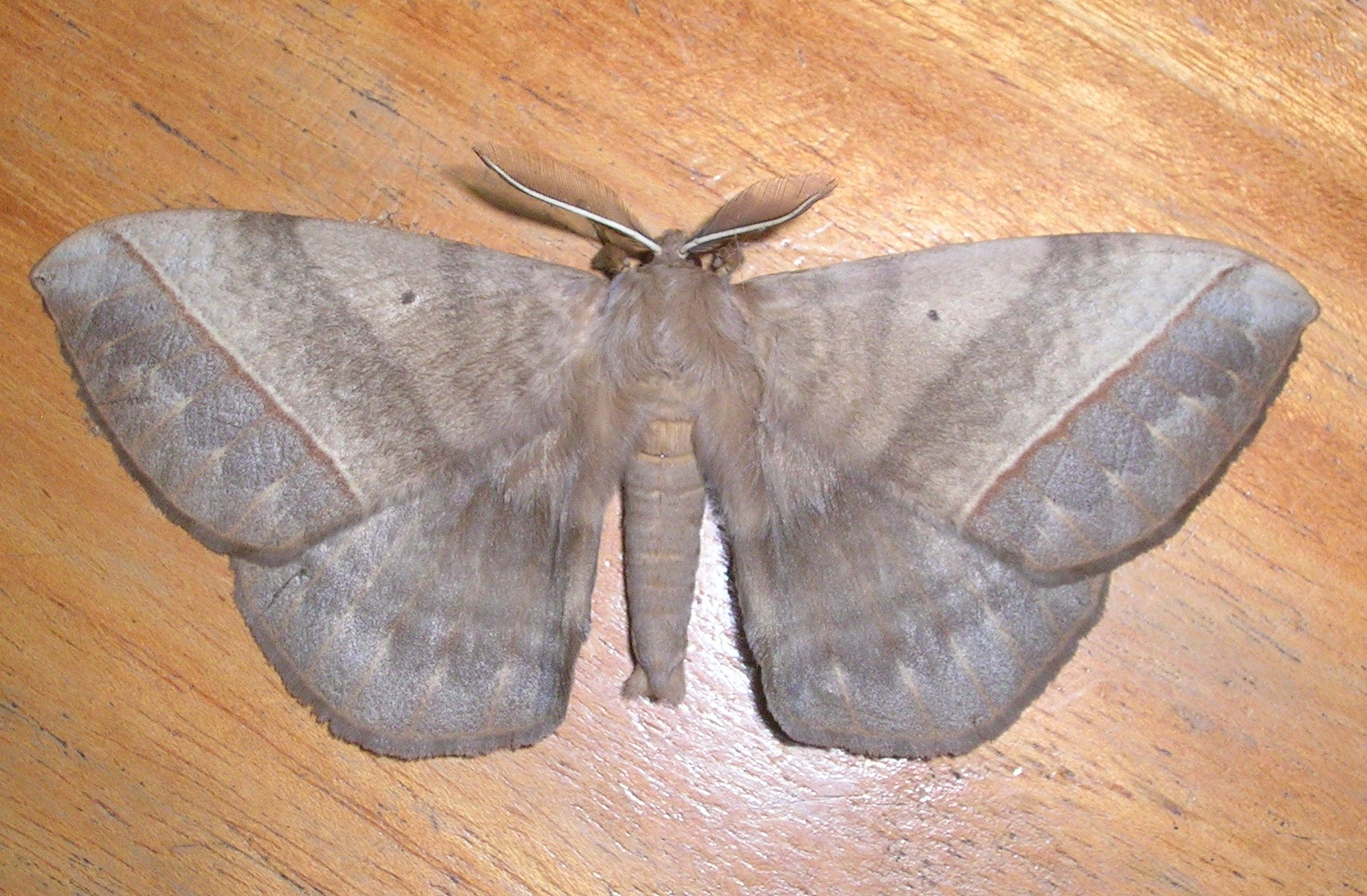

## Dottertaxa till Eupterotidae, i alfabetisk ordning[1]
- Acrojana
- Apha
- Apona
- Bantuana
- Calapterote
- Camerunia
- Catajana
- Cotana
- Cyrtojana
- Dreata
- Drepanojana
- Epijana
- Eupterote
- Ganisa
- Hemijana
- Hibrildes
- Hoplojana
- Jana
- Janomima
- Lasiomorpha
- Lichenopteryx
- Marmaroplegma
- Melanergon
- Melanothrix
- Neopreptos
- Nisaga
- Palirisa
- Panacela
- Pandala
- Paracydas
- Parajana
- Paramarane
- Paraphyllalia
- Phasicnecus
- Phiala
- Phyllalia
- Poloma
- Preptos
- Preptothauma
- Pseudoganisa
- Pseudojana
- Pterocerota
- Rarisquamosa
- Sangatissa
- Sarmalia
- Schistissa
- Sesquiluna
- Striphnopteryx
- Tagora
- Teratojana
- Tissanga
- Trichophiala
- Urojana
- Vianga